# 黑部水壩
黑部水壩（羅馬化：Kurobe Damu）是位於日本富山县中新川郡立山町、黑部川水系黑部川上建設的水壩。水壩有利用貯發電的黑部川第四發電所（黑四），故又名黑四水壩（黒四ダム）。堤高186米，是全日本最大的拱形水壩。

## 历史
水庫的建造共歷時七年，攔截御前澤所形成的人工湖黑部湖貯水量在2億立方公尺以上，為日本最大的水库，於1963年正式完工啟用，由关西电力公司以513亿日元建设。修建大坝时运输建筑材料的线路被改建为用于观光的立山黑部阿爾卑斯山脈路線。

## 影视
1968年，石原裕次郎制作了以这个水库为外景的电影《黑部的太陽》（黒部の太陽）。2002年12月31日播放NHK电视台的“红白歌合战”中，中岛美雪在黑部水库的洞穴中唱出《地上之星》，创下瞬间收视率52.8%的高收视率。

### 动漫
- 《孤独摇滚！》第5集：在后藤表演完以后过于紧张导致呕吐，所有出现了几个水坝的画面并配文（请稍等。）来增添喜剧效果，其中包括黑部水坝[1]。
- 《Mono女孩》第9集[2]
- 2011年4月16日上演的名偵探柯南剧场版第15作电影《沉默的15分鐘》的北之泽堤坝，也是取材于此。[來源請求]

## 尺寸
- 高度 186米
- 水量 2亿立方米

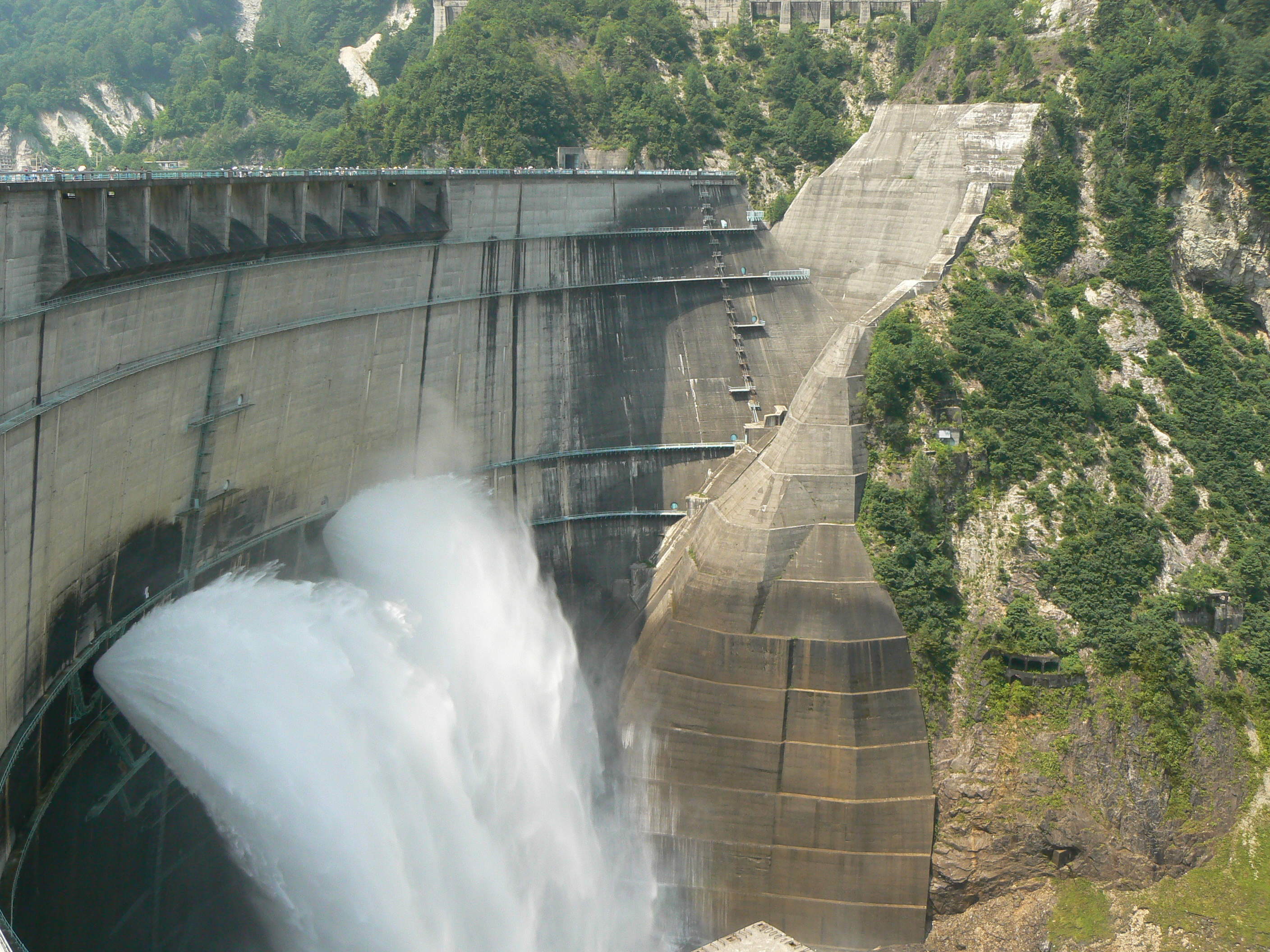
放水中的黑部水壩
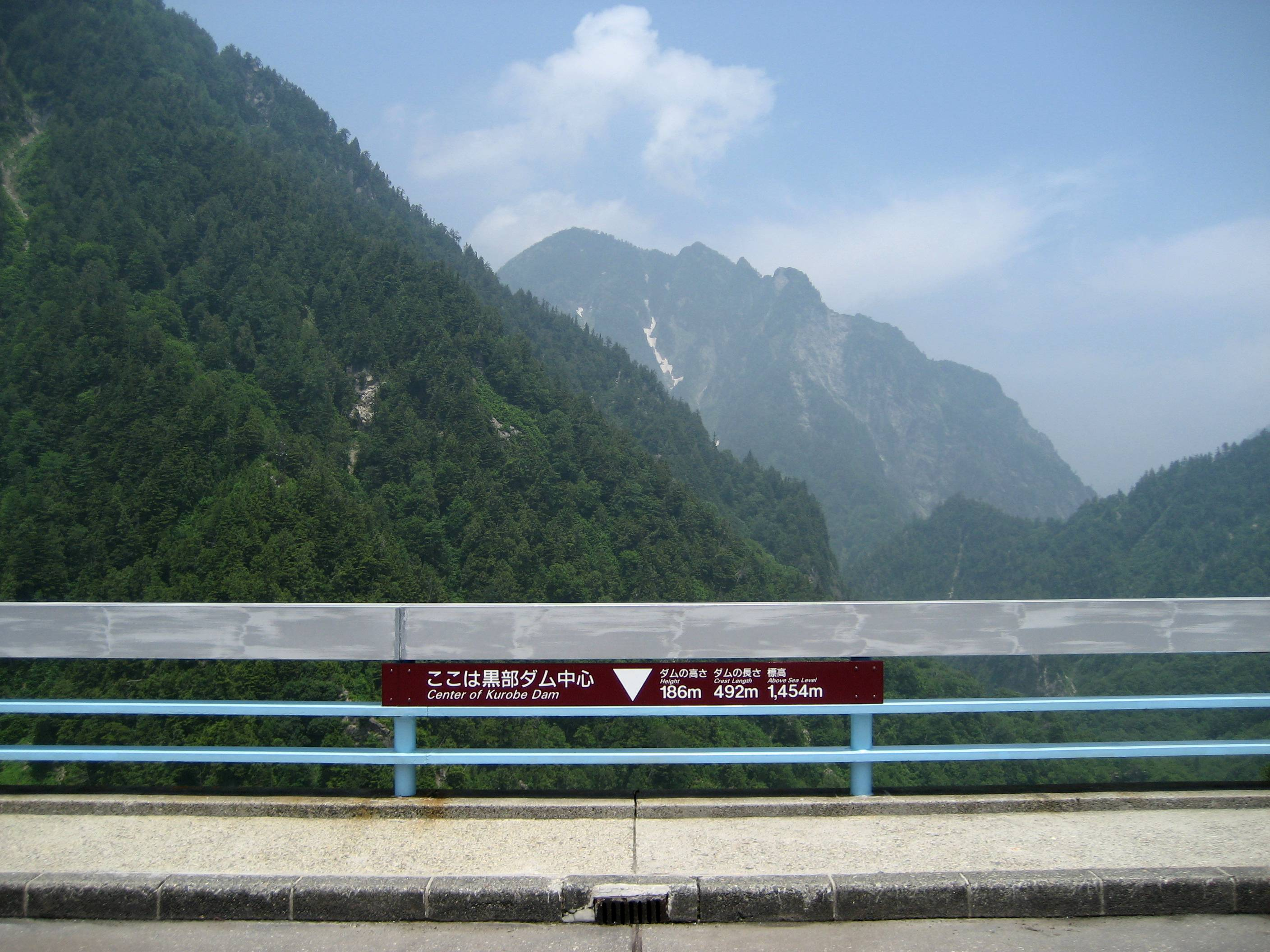
黑部水壩的中心
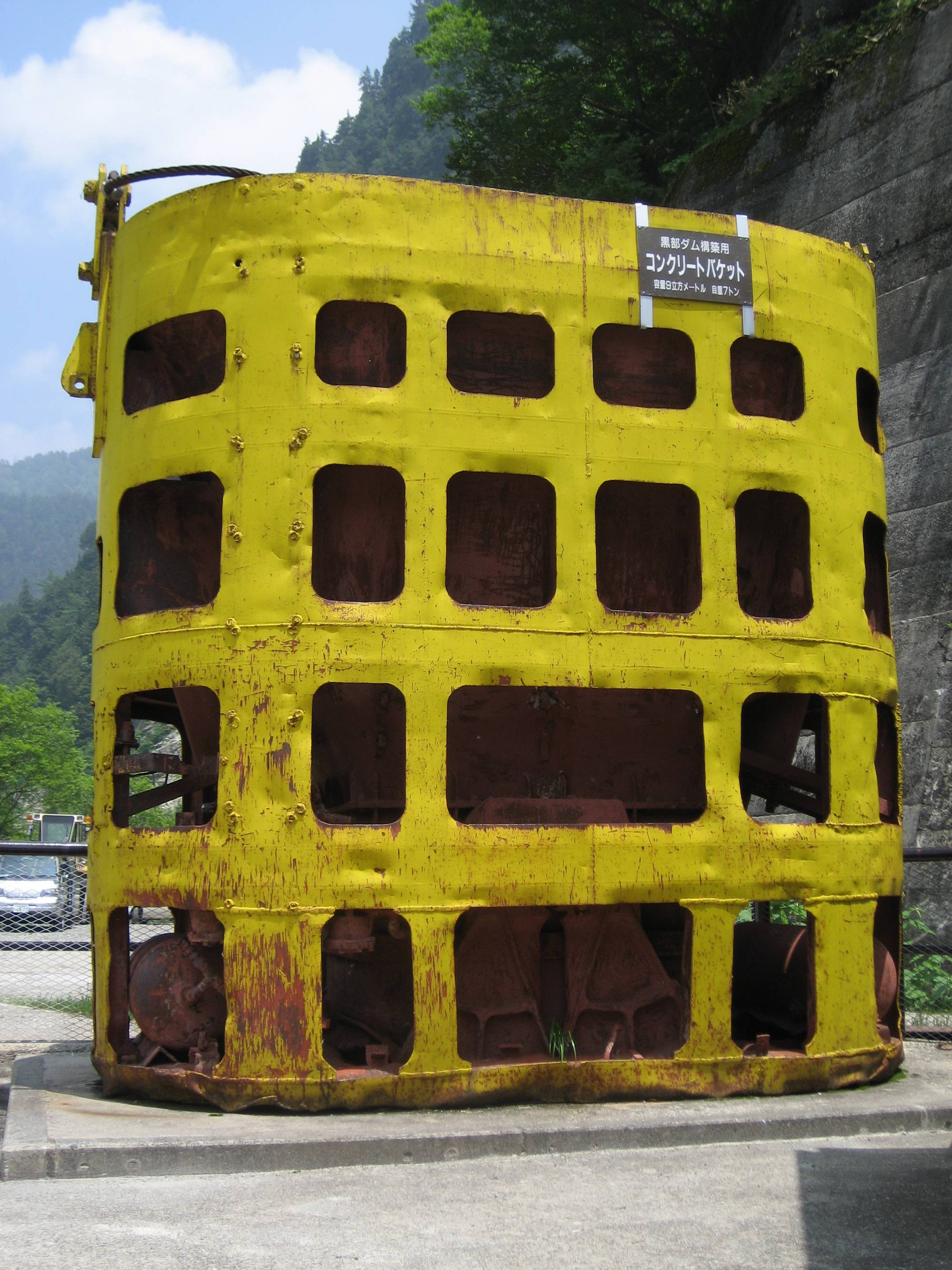
用以搬運水泥塊的吊籃
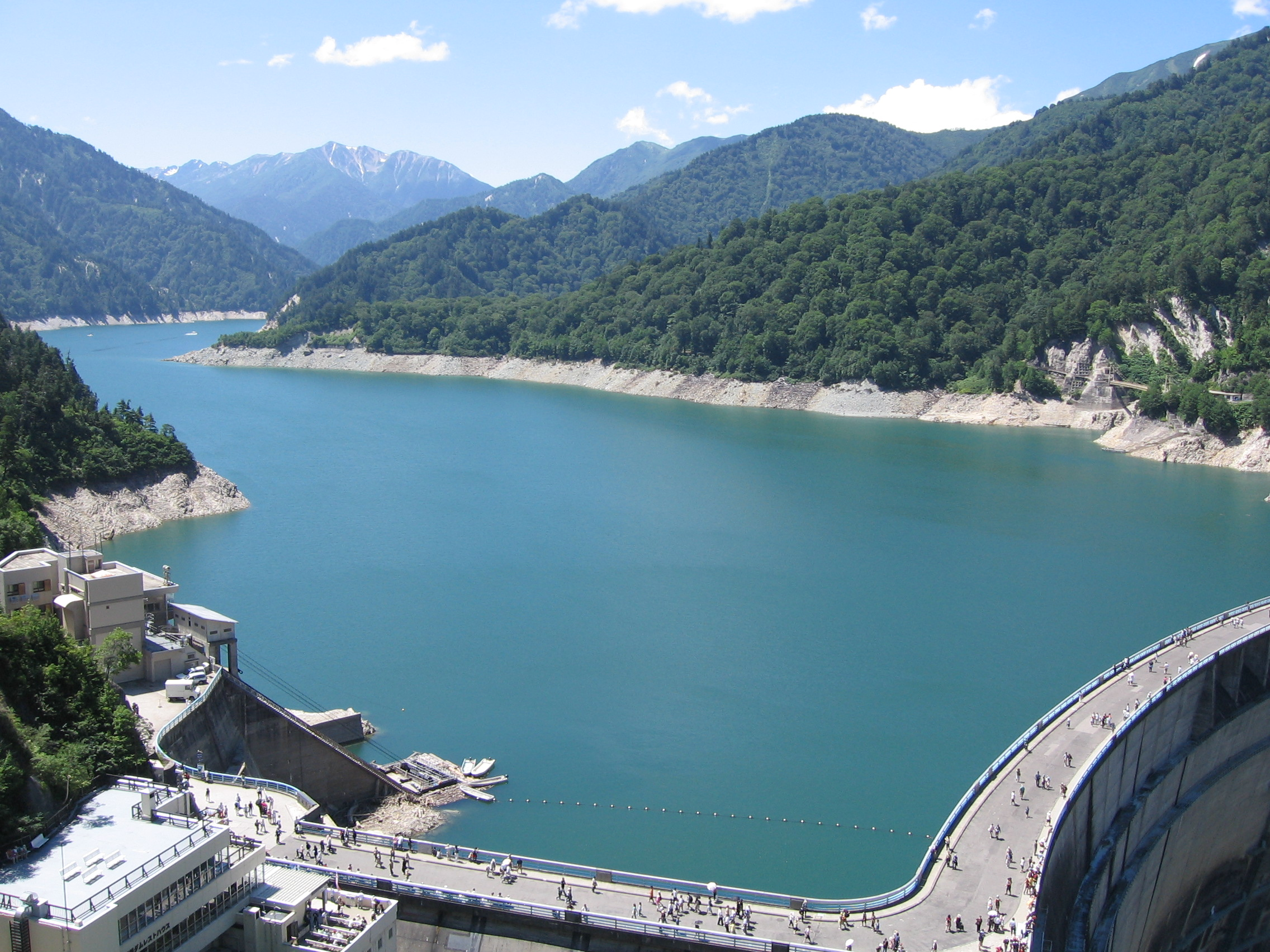
黑部湖

## 外部連結
- 黑部水壩的官方網站 （页面存档备份，存于）（日語）
- 國土地理院地圖閲覧服務：黑部湖 （页面存档备份，存于）（日語）
- 黑部市觀光協會（日語）
- 太田垣湖物語（日語）